# Florian Ziegler
Florian Jérôme Ziegler (Basilea, 14 marzo 1996) è un giocatore di football americano svizzero che gioca nel ruolo di strong safety per gli Helvetic Mercenaries.